# Hemvägen
Hemvägen är bandet Detektivbyråns första EP, utgiven i september 2006 på skivbolaget Danarkia.

## Låtar
1. E18 - 3:29
2. Hemvägen - 4:03
3. Nattöppet - 3:20
4. Monster - 2:49
5. Dansbanan - 3:49
6. Granmon - 2:19
7. Vänerhavet - 4:06